# NGC 770
NGC 770 (другие обозначения — UGC 1463, MCG 3-6-10, ZWG 461.16, ARP 78, PGC 7517) — эллиптическая галактика (E1) в созвездии Овен.
Этот объект входит в число перечисленных в оригинальной редакции «Нового общего каталога».
Является спутником галактики NGC 772.
Галактика NGC 770 входит в состав группы галактик NGC 772. Помимо NGC 770 в группу также входят NGC 772, UGC 1519 и UGC 1546.